# گودو (توئسه)
گودو شهری در شهرستان توئسه در استان بازگا در بورکینافاسوی مرکزی است و جمعیت آن ۷۷۰ نفر است.